# Vordingborg Idræts Forening
Vordingborg Idræts Forening (forkortet Vordingborg IF, V.I.F.) er en dansk fodboldklub fra Vordingborg på Sydsjælland. Klubbens 1. hold spiller, efter flere oprykninger i træk, i Danmarksserien for 2020-21-sæsonen under DBU Sjælland, og afvikler alle deres hjemmebanekampe samt træning på Vordingborg Stadion og de dertil tilhørende træningsfaciliteter – heriblandt træningsbaner og klubhus.
Klubbens bedste placering på 1. seniorplan ligger tilbage i midten af 1980'erne, da klubbens bedste mandskab opnåede en 10. plads i 3. division i 1985-sæsonen samt en 13. plads i 3. division øst i 1986-sæsonen under den daværende struktur for Danmarksturneringen i fodbold. Klubben har fortrinsvist deltaget i de lokale serier administreret af Dansk Boldspil-Union (DBU) og Sjællands Boldspil-Union.

## Klubbens historie
Klubben blev grundlagt den 4. august 1904, da Vordingborg Cricketklub og Idrætsklubben "Volmer" blev lagt fuldstændigt sammen under navnet Idrætsforeningen Frem (IF Frem). Elvind Madsen blev ved stiftelsen af Idrætsforeningen Frem valgt som klubbens første formand. Først den 17. august 1927 besluttede foreningen at tage et navneskifte til Vordingborg Idrætsforening.
Idrætsklubben Volmer, som stiftedes omkring 1890 som den første form for organiseret idræt i Vordingborg primært med fokus på brydning og vægtløftning og i slutningen af 1890'erne fodbold, var blandt de 10 sjællandske klubber med fodbold på programmet, der stiftede lokalunionen Sjællands Boldspil-Union i Roskilde den 14. september 1902 i tilslutning til DBU. Hurtigt efter stiftelsen af SBU, fik unionen indmeldelser fra en lang række andre klubber på Sjælland, deriblandt Vordingborg Cricketklub i 1903.
I klubbens første levetid benyttede sig af Vordingborg Seminariums Boldklubs (en anden medstifter af SBU) idrætsplads ved "Pølsehuset" (nu Kuskevej), som var blevet anlagt omkring 1902, og boldklubben trådte også til med en hjælpende hånd, da den idrætsforeningen manglende rekvisitter og plads til omklædning, hvor man benyttede skolens gymnastiksal. I dag fokuserer Vordingborg IF udelukkende på fodbold, men i begyndelsen af århundredet havde man også sportsgrenene brydning, vægtløftning og tennis på programmet. Allerede i 1907 nåede klubben frem til Sjællandsmesterskabet, hvor man imidlertid tabte til en af sjællandsk mest dominerende hold Helsingør Idrætsforening på Østerbro Boldklubs bane i København. IF Frems førstehold havde sin første store triumf i 1908, da klubben vandt Sjællandsmesterskabet, hvilket gentog sig den kommende sæson. I den efterfølgende tid oplevede klubben en stille periode, hvor mange spillere rejste fra byen. Endvidere opstod der en overgang splid blandt klubbens resterende medlemmer, hvilket resulterede i at mange af medlemmerne meldte sig ud af klubben og i stedet oprettede Vordingborg Fodsportsforening i 1910, også havde fodbold på programmet. I 1913 lykkedes det at få samlet spillerne, da den nye forening blev indlemmet i den gamle klub.
Grundet problematik med at dyrke idræt under 1. verdenskrig kørte foreningen relativt stille i årene 1915-1917. Med virkning fra den 1. januar 1926 blev man nødsaget til at forlade seminariets baner med kort varsel og lede efter en ny baneplads, da idrætspladsen ejer blev klar over at byens idrætsungdom under Vordingborg IF også anvendte pladsen udover jordarealets oprindelige lejer (seminariet). I 1926 kom kommunen dog idrætsforeningen til undsætning, da man købte et jordareal ved F. D. B. (i dag Vordingborg Godshotel på Marienbergvej) af Rosenfeldt og udlejer det til foreningen. Gennem frivillig arbejdskraft af klubbens egne medlemmer kunne man indvie det nye stadion to år senere i 1928 med en kamp mod B 1901 (tabtes med cifrene 4-7). Stadion er med tiden blevet udvidet så det fortsat var tidssvarende, blandt andet med et klubhus på den nye idrætsplads i 1931 (brændte i 1938). I 1920'erne og 1930'erne deltog klubbens førstehold i den daværende mellemrække (under SBU) og kvalifikationsturneringen til den sjællandske mesterrække. Klubbens første professionelle spiller blev Frits Andersen, der i 1930'erne spillede i Brasilien.
I 1939 blev fodboldklubben AIK Velo (stiftet i 1934) indlemmet i Vordingborg IF. Bryde-afdelingen forlod i 1929 klubben og stiftede en selvstændig klub. En bokse-afdeling blev optaget i 1935, men blev opløst igen i 1937, da formanden flyttede fra byen. Under besættelsen opstod der på ny splid i klubben, hvilket resulterede i atletik-afdelingen blev opløst i 1939, mens tennis-afdelingen dannede sin egen forening efter en generalforsamling den 25. september 1946, hvorefter fodboldafdelingen nu var en selvstændig forening. Ved klubbens 50 års jubilæum i 1954 var medlemstallet kommet på godt 1.300 individer, hvilket gjorde foreningent til en af de allerstørste medlemsmæssigt i SBU. I perioden 1947-1949 havde man ansat klubbens første professionelle træner, W. Würden fra Korsør. I 1956 bliver man tvunget til at flytte på ny efter en stor erhvervsvirksomhed ønsker at bygge på området, hvor stadion lå.
I 1960 formåede førsteholdet at rykke op i Sjællandsserien for første gang i klubbens historie gennem en samlet sejr i Serie 1, hvilket kvalificerede holdet til finalen om Sjællandsmesterskabet, hvor man besejrede Holbæk Bold- og Idrætsforening med slutcifrene 1-0. Førsteholdet rykker ud af Sjællandsserien i 1970, men rykker op igen i 1974. Den 5. juli 1962 indvies officielt klubbens nye stadion med en kamp imod 1. divisionsklubben Vejle Boldklub (den daværende bedste fodboldrække), som vinder opgøret 4-0 i overværelse af 1.000 tilskuere. Tre år senere rykker man ind i det nye klubhus placeret ved stadion. I 1972 optages damefodbold på programmet og allerede i 1975 lykkedes det kvinderne at blive Sjællandsmestre ved at slå Boldklubben Femina i finalen med cifrene 2-1. En bedrift, der blev gentaget i 1982. Der sættes ny tilskuerrekord på stadion i 1975, da 2.031 tilskuere overværer kampen i 3. spillerunde i pokalturneringen mod Næstved IF (fra den bedste fodboldrække), der vinder med 8-2.
I to kvalifikationskampe besejres Boldklubben Standard fra Amager samlet 3-2, hvorved klubben for første gang sikrer sig oprykning til Danmarksserien i 1978. Seks sæsoner senere, i 1984, bliver klubbens bedste mandskab samlet vinder af Danmarksseriens kreds 3, da man i næstsidste spillerunde i forbindelse med en hjemmebanekamp besejrer Odense Boldklub 3-1. I 1985-sæsonen opnår man en 10. plads i 3. division og sikrer sig dermed forbliven i Danmarksturneringen i fodbold endnu en sæson. I 1986-sæsonen ender man dog på en 13. plads og førsteholdet rykket ned i Danmarksserien, hvilket følges af endnu en nedrykning til Sjællandsserien i 1987. I 1988 er klubbens herrehold endnu engang at finde i Danmarksserien. I 1998 rykker klubbens 1. seniorhold for første gang ud af serie 1, men vender tilbage med oprykningen i 2000, hvilket efterfølges af en oprykning til Sjællandsserien i 2001. De kommende år befinder holdet sig i enten Sjællandsserien, serie 1 eller serie 2 under SBU.
Sydsjællænderne har igennem klubbens over 100 års lange levetid opfostret en række fodboldspillere og fodboldtrænere, herunder A-landsholstræner Morten Olsen (klubbens 2. professionelle spiller), som er æresmedlem i Vordingborg, hvor han har fået opkaldt en vej efter sig (klubbens adresse er "Morten Olsens Allé 2"). Af andre fodboldspillere kan nævnes den centrale forsvarsspiller Steven Lustü (klubbens 3. professionelle spiller) og midtbanespilleren Thomas Raun. Ligeledes kan andre storspillere, som Morten Abildgaard, Brian Møller, Henrik Frimann, & Poul Erik Raun nævnes. Alle spillere der har begået sig i landets bedste fodboldrække med succes.

## Ekstern kilde/henvisning
- Vordingborg IF's officielle hjemmeside